# Marcella Lotti della Santa
Marcella Lotti della Santa nascuda Marcella Lotti i de vegades anomenada incorrectament Marcellina (Màntua (Llombardia), setembre de 1831 – Paratic, província de Brescia, 9 de febrer, 1901) va ser una soprano italiana que va tenir una activa carrera internacional durant les dècades de 1850 i 1860.
Va obtenir un èxit particular per la seva interpretació de les heroïnes de Verdi. Estava casada amb el baríton Luigi della Santa.

## Biografia
Nascuda Marcella Lotti a Màntua, va estudiar cant amb Alberto Mazzucato a Milà abans de fer el seu debut operístic el 1850 a Constantinoble amb una companyia d'òpera italiana itinerant com Alice a Robert le diable de Meyerbeer. Ràpidament es va convertir en una de les sopranos més importants d'Itàlia. Ja l'any 1852 cantava al "Teatro alla Scala" i al Teatre Carlo Felice. A La Scala va rebre un reconeixement especial per la seva interpretació d'Odabella a lAttila de Giuseppe Verdi.
El 16 d'agost de 1857 va cantar el paper de Mina a l'estrena mundial dAroldo de Giuseppe Verdi a la inauguració del Teatre Nuovo de Rímini. De 1857 a 1858 va aparèixer com a convidada al Teatre Mariinsky de Sant Petersburg i el 1860 va ser convidada al "Teatre His Majesty" de Londres. Va ser molt activa al "Teatro di San Carlo" de Nàpols els anys 1862, 1866 i 1869-1870, cantant papers com Marguerite de Valois a Les Huguenots i la Princesa Eudoxie a La Juive. Durant la seva estada va actuar en diverses estrenes mundials, com ara el paper principal de l'heroïna a Virginia (1866) de Saverio Mercadante, Giovanna di Napoli (1869) d'Errico Petrella i Gabriella di Vergy (1869) de Gaetano Donizetti. Va tenir més èxits a La Scala de 1863 a 1865.
Lotti della Santa es va retirar dels escenaris cap al 1870 per tenir cura de la seva família. Va morir a Paratic als 69 anys.